# Walter Tuchman
Walter Tuchman, Ph.D liderou a equipe de desenvolvimento do DES na IBM.
Ele também foi responsável pelo desenvolvimento do Triplo DES.